# Пиклз (собака)
Пиклз (англ. Pickles, родился в 1962 или 1963 году, умер в 1967 году) — собака породы колли чёрно-белого окраса. Прославилась после того, как нашла украденный Кубок мира перед чемпионатом мира по футболу 1966 года в Англии.

## Предыстория
В воскресенье 20 марта 1966 года в Вестминстере украли Кубок мира, выставленный на всеобщее обозрение в Центральном зале методистов. Причём ворам не помешала круглосуточная охрана.
Экстренные поиски Кубка мира не принесли результата. Назревал грандиозный скандал. Великобритания, как страна-организатор чемпионата мира по футболу, могла понести огромный репутационный ущерб. До старта чемпионата оставалось всего несколько недель.

## Кубок найден

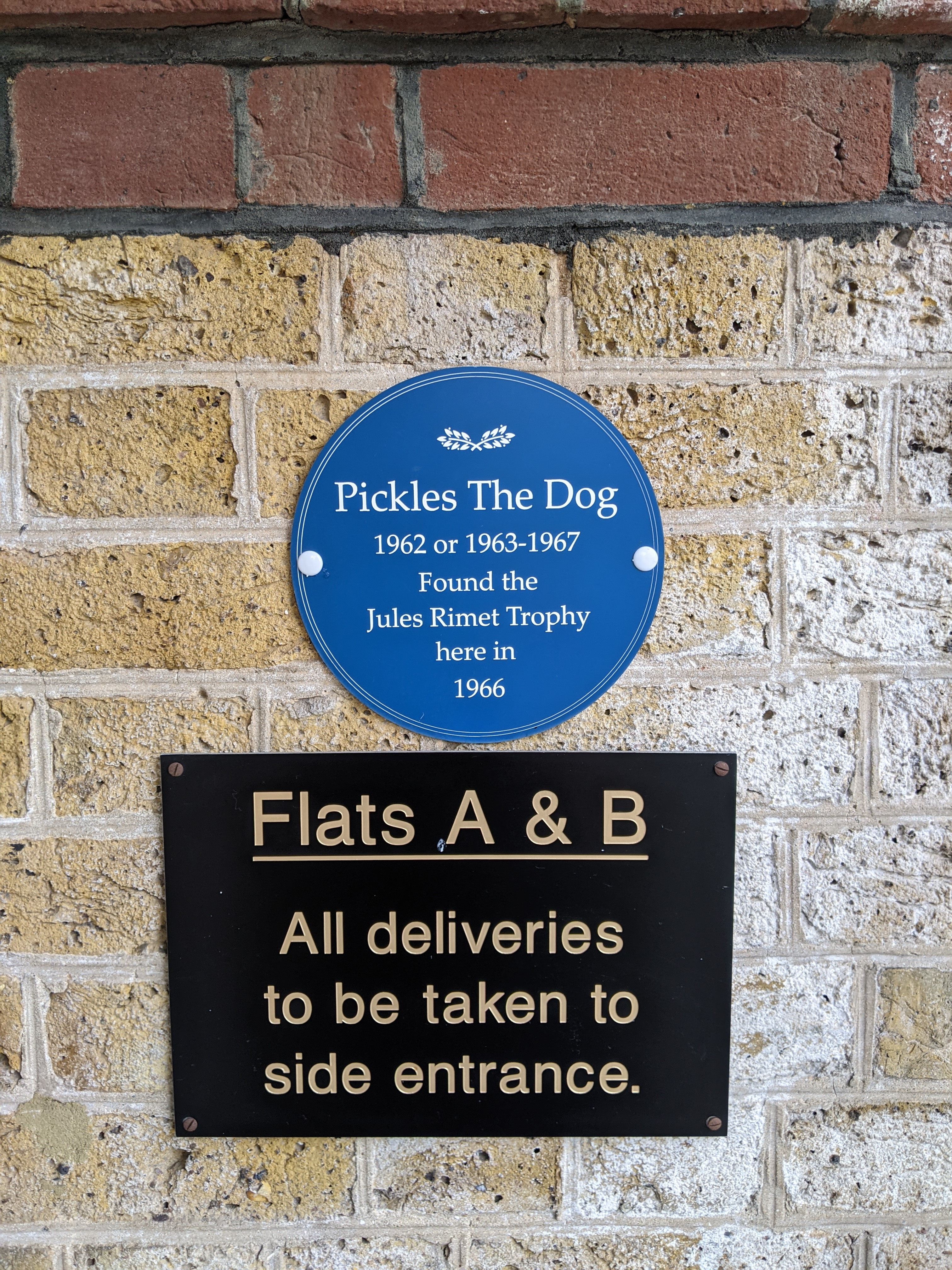
Памятный знак в честь находки Кубка мира собакой по кличке Пиклз

В воскресенье 27 марта Кубок был найден. Он лежал завёрнутый в газету в кустах в Верхнем Норвуде, в Южном Лондоне. Кубок нашёл четырёхлетний пёс по кличке Пиклз во время прогулки со своим владельцем Дэвидом Корбеттом.
О подробностях спасения британской чести немедленно написали в газетах и Пиклз стал знаменит.
Когда сборная Англии выиграла трофей, Пиклз был приглашен на праздничный банкет.
Корбетт получил премию 5000 фунтов стерлингов в качестве награды. А Пиклз был награждён серебряной медалью Национальной кинологической лиги.

## Дальнейшие события
Пиклз с владельцем стали героями нескольких телепередач. В 1966 году пёс снялся в фильме 1966 «Шпион с холодным носом». Кроме того, его провозгласили «Собакой года» в Англии.
На заработанные с помощью Пиклза деньги хозяин купил дом в Лингфилде.
Пёс погиб в 1967 году, когда погнался за кошкой, вырвав цепь из рук 6-летнего сына хозяина во время прогулки. Позже он был найден висящим на цепи на дереве в саду возле дома. Похоронен в саду.

## Память
В сентябре 2018 года в Верхнем Норвуде недалеко от места, где Пиклс нашел трофей Кубка мира, была размещена мемориальная доска.